# Mestecăniș, Suceava
Mestecăniș (în trecut, în germană Mestecanestie) este un sat în comuna Iacobeni din județul Suceava, Bucovina, România.

## Galerie de imagini

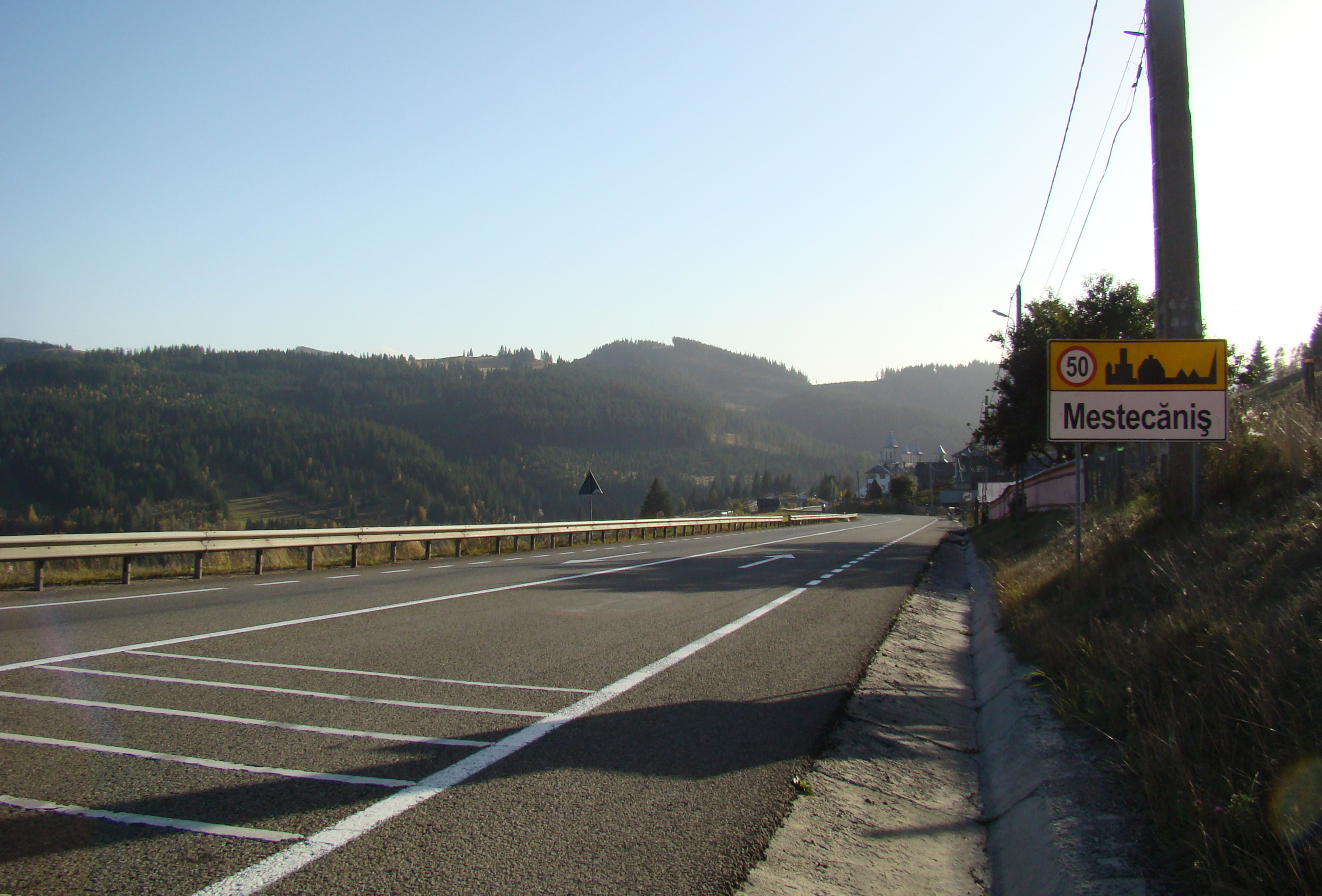
Intrarea în localitate
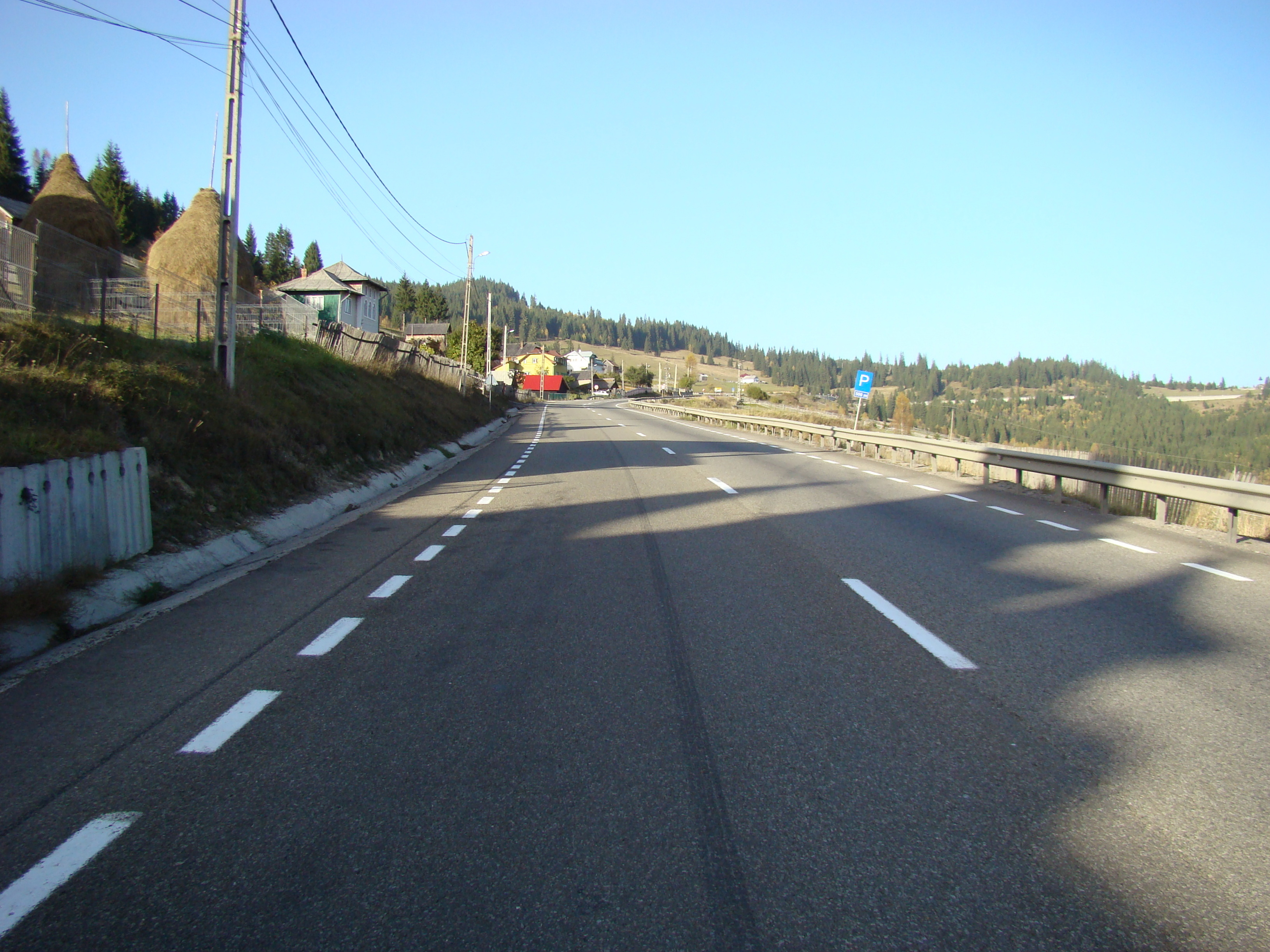
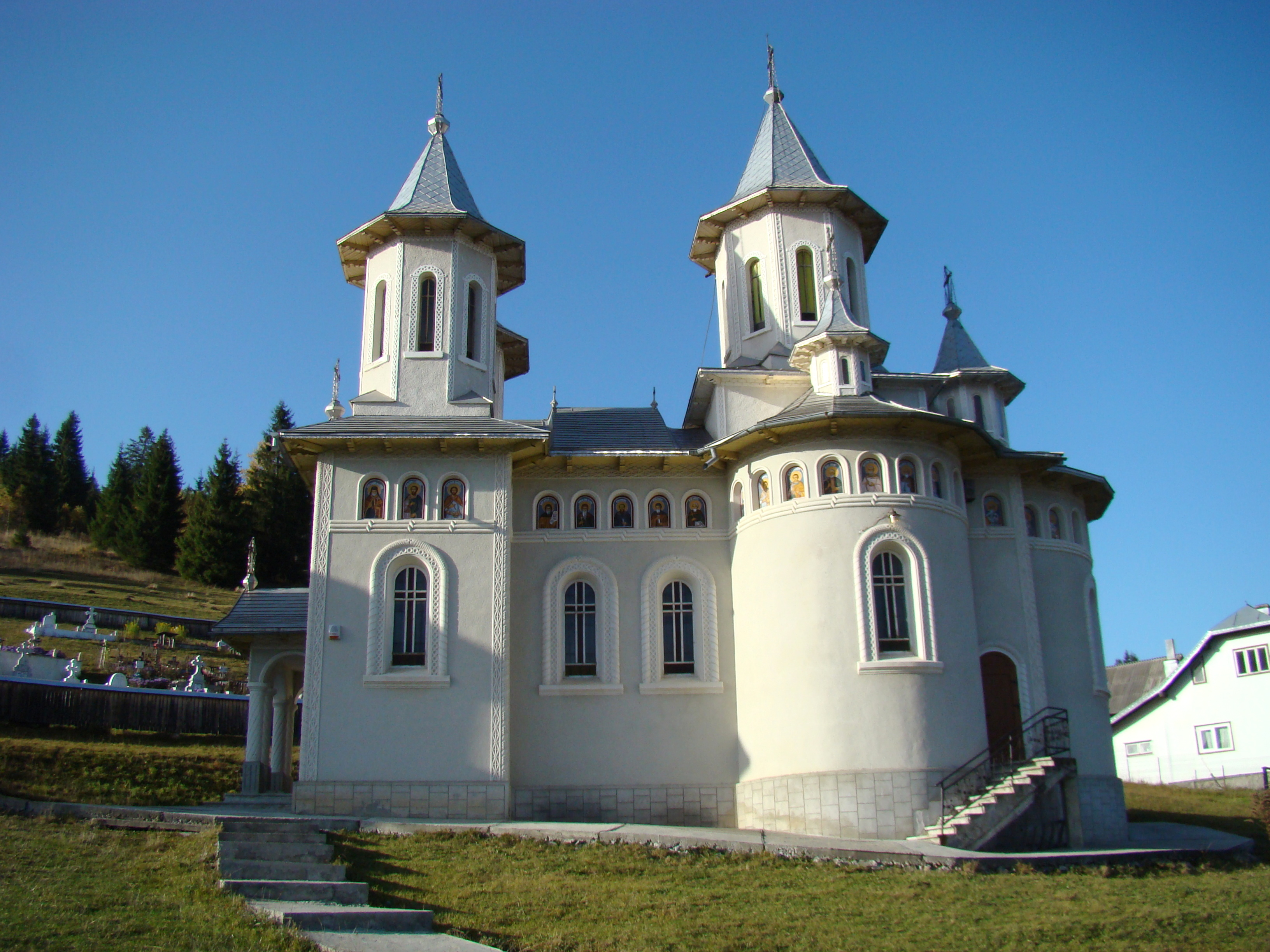
Biserica ortodoxă cu hramul „Sfântul Mare Mucenic Dimitrie”
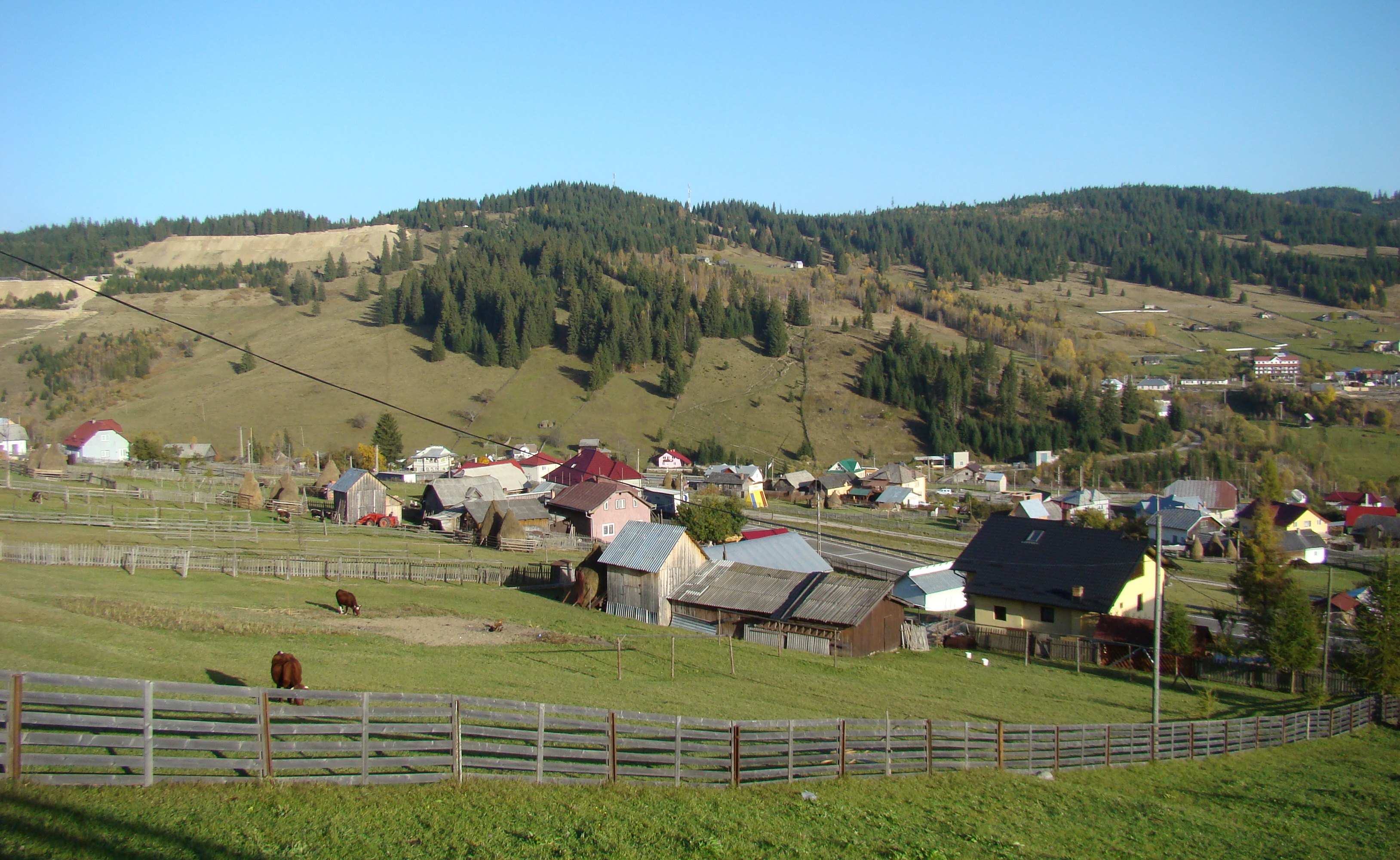